# 富士屋ホテルチェーン
富士屋ホテルチェーン（ふじやホテルチェーン）は、国際興業グループに属しているホテルチェーンの総称である。運営会社は、富士屋ホテル株式会社である。

## 施設一覧

### 直営
| ホテル名         | 所在地                     |
| ---------------- | -------------------------- |
| 富士屋ホテル     | 神奈川県箱根町宮ノ下温泉   |
| 湯本富士屋ホテル | 神奈川県箱根町箱根湯本温泉 |
| 箱根ホテル       | 神奈川県箱根町芦ノ湖畔     |
| 富士ビューホテル | 山梨県河口湖畔             |

### 運営受託
| ホテル／保養施設名         | 所在地                           | 所有者               |
| -------------------------- | -------------------------------- | -------------------- |
| フルーツパーク富士屋ホテル | 山梨県山梨市笛吹川フルーツ公園内 | 山梨フルーツリゾート |
| 大阪富士屋ホテル           | 大阪市中央区                     | 国際興業             |
| 二の平渋谷荘               | 神奈川県箱根町二の平             | 東京都渋谷区         |
| 箱根千代田荘               | 神奈川県箱根町強羅駅付近         | 東京都千代田区       |
| ヴィラ本栖                 | 山梨県本栖湖畔                   | 東京都中央区         |
| キヤノン箱根館             | 神奈川県上強羅                   | キヤノン             |

### かつて存在または営業を行っていたホテル
| ホテル／保養施設名 | 所在地               | 備考                                                            |
| ------------------ | -------------------- | --------------------------------------------------------------- |
| 八重洲富士屋ホテル | 東京都中央区八重洲   | 2014年3月営業終了                                               |
| 甲府富士屋ホテル   | 山梨県甲府市湯村温泉 | 2019年3月営業終了(甲府記念日ホテルとして別会社により営業は継続) |

### その他
- 富士屋ホテル仙石ゴルフコース - 富士屋ホテルチェーンが運営するゴルフ場
- 箱根駅伝ミュージアム - 富士屋ホテルチェーンが運営する博物館

## 沿革
- 1878年（明治11年） - 山口仙之助が富士屋ホテルを個人経営として創業する。
- 1893年（明治26年）12月9日 - 富士屋ホテル株式会社を設立登記。山口仙之助が社長に就任。
- 1906年（明治39年） - 大日本ホテル業同盟会（後の日本ホテル協会）を設立する。
- 1914年（大正3年） - 山口修一郎が社長に就任。富士屋自働車株式会社を設立する。
- 1917年（大正6年） - 仙石ゴルフコースを開業する。
- 1923年（大正12年） - 箱根ホテルを開業する。
- 1924年（大正13年） - 富士屋自働車株式会社が、沼津-三島-箱根宮ノ下間の乗合自動車の運行を始める[3]。
- 1930年（昭和5年） - 富士屋ホテルトレーニングスクールを開校する。
- 1936年（昭和11年） - 富士ビューホテルを開業する。
- 1947年（昭和22年） - 山口堅吉が社長に就任する。
- 1966年（昭和41年） - 国際興業株式会社の傘下に入る。
- 1973年（昭和48年） - 湯本富士屋ホテルを開業する。
- 1981年（昭和56年） - 大阪富士屋ホテルを開業する。
- 1983年（昭和58年） - 八重洲富士屋ホテルを開業する。
- 1989年（平成元年） - 甲府富士屋ホテルおよびレストラン三島亭を開業する。
- 1997年（平成9年） - フルーツパーク富士屋ホテルを開業する。
- 1998年（平成10年） - レストランすみれ亭の運営を開始する。
- 2005年（平成17年） - 箱根駅伝ミュージアムおよびFUSION DINING Fを開業する。
- 2007年（平成19年） - 富士屋ホテルフレッシュベーカリーを開業する。
- 2014年（平成26年） - 八重洲富士屋ホテルの営業を終了。
- 2016年 （平成28年） - ザ・パイ（コレド室町2に出店していたパイ専門店）の営業を終了。